# Ścibor Chełmski

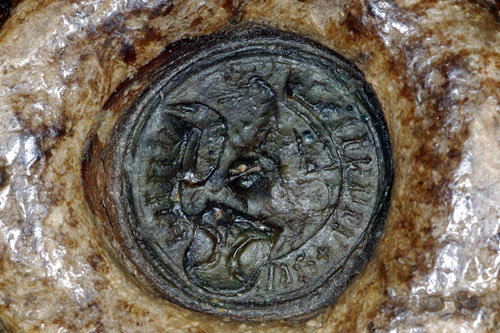
Pieczęć Ścibora z Ponieca z 1466 r.

Ścibor Chełmski z Ponieca (Poniecki) herbu Ostoja (zm. 1471) – starosta generalny Wielkopolski w latach 1457–1460, sędzia poznański w 1465 roku, podkomorzy poznański w 1454 roku, starosta malborski w latach 1458–1459, dyplomata – doprowadził do pokoju toruńskiego 1466.
Ojciec Marcina Ponieckiego.
Poniecki zasłużył się szczególnie w wojnie trzynastoletniej rozpoczętej w roku 1454 jako polityk i dyplomata. Od króla Kazimierza Jagiellończyka otrzymał polecenie zdobycia pieniędzy na prowadzenie wojny. Udając się do Gdańska, Poniecki zdołał nakłonić tamtejszych mieszczan, aby udzielili pożyczki królowi za co dostał w nagrodę stanowisko podkomorzego poznańskiego. W otrzymaniu pożyczki pomógł mu również inny Ostojczyk Jan z Jani, wojewoda gdańsko-pomorski. Poniecki zorientował się, że najemnicy broniący Malborka nie zostali w czasie wynagrodzeni przez Zakon Krzyżacki. Wpadł więc na pomysł, by fundusze zebrane w Gdańsku użyć na wypłacenie najemnikom krzyżackim zaległy żołd, zamiast na cele pokrycia kosztów armii na kolejne oblężenie Malborka. W zamian, najemnicy mieli poddać Malbork Koronie. Plan Ścibora Ponieckiego został zrealizowany i w taki to sposób padła największa warownia krzyżacka. W latach 1457 i 1458 prowadził Poniecki wyprawy do Prus i dzięki swoim zdolnościom dyplomatycznym w prowadzonych negocjacjach z Danią, doprowadził do tego, że Duńczycy, którzy w tym czasie pozostawali w przymierzu z Zakonem Krzyżackim, zawarli z Polską roczny rozejm, który tym samym zakończył blokadę Gdańska.
Po zajęciu Malborka, Ścibor Poniecki dostał od króla Kazimierza nominację na starostę Malborka, przy czym jako starosta miał za zadanie utrzymać wojsko w Malborku w celu obrony warowni i poddanych okolic. Prócz stanowiska starosty Malborka Poniecki był również Starostą Generalnym Wielkopolski. Środki na utrzymanie wojska okazały się jednak zbyt małe, o czym powiadomił króla, prosząc go o wsparcie finansowe. Ponieważ prośby Ponieckiego pozostawały bez odpowiedzi, starał się on pokryć wydatki z sum, które uzyskiwał z racji pełnienia funkcji Starosty Generalnego Wielkopolski. Gdy i te fundusze okazały się niewystarczające, Poniecki był zmuszony pokryć koszty z własnej kieszeni. Ostatecznie Poniecki zrezygnował z funkcji starosty Malborku, wracając do Wielkopolski. Kiedy gubernator Prus, tym samym przywódca Związku Pruskiego Jan Bażyński, próbował nakłonić Ponieckiego do pozostania na funkcji starosty, ten miał ponoć powiedzieć, iż „nie może pozbawić swych dzieci dziedzictwa, żona jego nie wie czy ma męża, ani dzieci czy mają ojca”. Gdańsk, jako miasto, został przez króla Kazimierza Jagiellończyka licznie nagrodzony. W maju 1457 król osobiście dziękując mieszczanom za wsparcie w czasie wojny trzynastoletniej jak i za udzieloną pożyczkę, która doprowadziła do przejęcia Malborka na rzecz Korony, postanowił w herbie miasta Gdańska umieścić koronę.